# معدات متحركة في السكك الحديدية

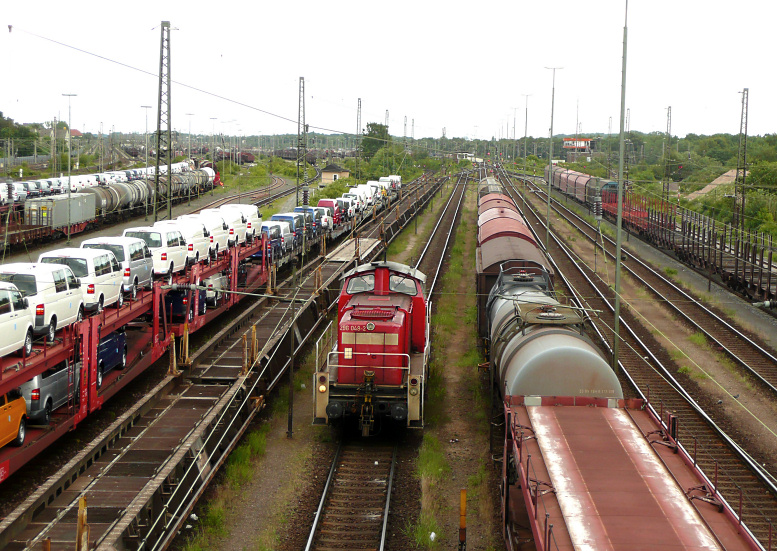
عدد من المعدات المتحركة من القاطرات والمقطورات المختلفة.

المعدات المتحركة في السكك الحديدية  هو مصطلح شامل في النقل بالسكك الحديدية يشير إلى العَرَبات والقاطِرات والشاحِنات وما له علاقة بها من أدوات النقل على السِّكَك الحديديّة. بالتالي فهو يشمل القاطرات والمقطورات من العربات سواءً للركاب أو للبضائع.